# Rüfenach
Rüfenach (toponimo tedesco) è un comune svizzero di 854 abitanti del Canton Argovia, nel distretto di Brugg.

## Storia
Dal suo territorio nel 1809 furono scorporate le località di Lauffohr e Rein, divenute comuni autonomi; il 1º gennaio 1898 ha nuovamente inglobato Rein.

## Società

### Evoluzione demografica
L'evoluzione demografica è riportata nella seguente tabella (dal 1900 con Rein):
Abitanti censiti

## Amministrazione
Ogni famiglia originaria del luogo fa parte del cosiddetto comune patriziale e ha la responsabilità della manutenzione di ogni bene ricadente all'interno dei confini del comune.